# О’Брайен, Спенсер
Спенсер О’Брайен (англ. Spencer O’Brien; 2 февраля 1988 года, Кортни, Британская Колумбия, Канада) — канадская сноубордистка. Чемпионка мира в слоупстайле (2013). Многократный призёр X-Games.

## Результаты выступлений в Кубке мира
| |                     |       |             |      |                 |               |
| \| 2012-13 Итоги (AFU) \| 2012-13 Итоги (AFU) \| Купер \| ЧМ Стоунхем \| Сочи \| Шпиндлерув-Млин \| Сьерра-Невада \| \| Очков \| Место \| С-С \| С-С \| С-С \| С-С \| C-C \| \| 320 \| 46 \| 8 \| 1 \| CANC \| - \| - \| |                     |       |             |      |                 |               |
| C-C — Слоупстайл DNS — спортсмен был заявлен, но не стартовал DNF — спортсмен стартовал, но не финишировал DSQ — спортсмен финишировал, но дисквалифицирован CANC — старт отменён — — спортсмен не участвовал в этой гонке Примечание: очки набранные в гонках спортсменом на Чемпионатах мира и Олимпийских играх не учитываются в итоговом рейтинге Кубка мира. |                     |       |             |      |                 |               |
| 2012-13 Итоги (AFU) | 2012-13 Итоги (AFU) | Купер | ЧМ Стоунхем | Сочи | Шпиндлерув-Млин | Сьерра-Невада |
| Очков | Место               | С-С   | С-С         | С-С  | С-С             | C-C           |
| 320 | 46                  | 8     | 1           | CANC | -               | -             |